# Нальчикский переулок
На́льчикский переу́лок — переулок в Трусовском районе Астрахани. Начинается у правого берега Волги и идёт с востока на запад, пересекая  Оленегорскую и Горскую улицы, улицы Дзержинского, Черниковскую, Сенявина, Медногорскую, Комсомольскую, Пирогова, Луначарского, 1-ю и 2-ю Тувинские улицы и заканчивается у Абазанской улицы недалеко от берега ерика Солянка к югу от парка имени Ленина. 
Чётная (северная) сторона переулка является частью охраняемого памятника градостроительства регионального значения, образуя южную границу исторического района Атаманская станица.
В застройке Нальчикского переулка преобладают малоэтажные здания, в том числе построенные в дореволюционный период.

## История
Переулок образован на территории посёлка Трусово в 1927 году, через два года вместе с посёлком вошёл в состав города Астрахани. Первые одиннадцать лет своего существования носил имя революционера Георгия Васильевича Чичерина. В 1938 году постановлением Президиума горсовета был переименован в Нальчикский в честь города Нальчика, столицы Кабардино-Балкарии.

## Застройка
- дом 15/47 — кирпичный купеческий дом (кон. XIX — начало XX в.)

## Транспорт
По Нальчикскому движения общественного транспорта нет. Ближайшие остановки маршрутных такси «Молодёжная» и «Улица Пирогова, 91» находятся на поперечных улицах Дзержинского и Пирогова.